# Розбір
Ро́збір — метод, прийом навчання шляхом аналізу мовних одиниць та їх характеристики з метою докладного вивчення і систематизації здобутих знань.
Об'єктом мовного аналізу можуть бути одиниці й елементи мовної структури всіх рівнів: звук, морфема, лексема, слово як грамататична одиниця, словосполучення, речення, а також різні аспекти їх вивчення.
Відповідно до визначеного об'єкта або аспекту аналізу розрізняють:
- фонетичний (фонетико-графічний),
- лексичний,
- морфемний,
- словотвірний,
- морфологічний,
- синтаксичний,
- орфографічний,
- пунктуаційний,
- стилістичний та ін.

Порядок розбору, перелік ознак, за якими характеризується мовне явище, визначаються завданнями і навчальною метою та призначенням аналізу (у вузівській чи шкільній практиці, у старших чи молодших класах).
За обсягом розбір може бути частковим або повним, за формою проведення — усним або письмовим. У багатьох випадках при розборі використовують схеми.